# 엄마가 뭐길래 (시트콤)
《엄마가 뭐길래》는 MBC TV에서 방송되었던 시트콤이다.

## 방송 시간
| 방송 채널 | 방송 기간                          | 방송 시간                          |
| --------- | ---------------------------------- | ---------------------------------- |
| MBC TV    | 2012년 10월 9일 ~ 2012년 11월 2일  | 매주 평일 저녁 7시 45분 ~ 8시 15분 |
| MBC TV    | 2012년 11월 5일 ~ 2012년 12월 25일 | 매주 평일 밤 8시 50분 ~ 9시 55분   |

## 등장 인물

### 나문희 여사네
- 나문희 - 나문희[2]

‘나여사국수전’ 사장. 없는 남편에, 없는 살림에, 남들에게 욕먹지 않으려고 호랑이 같은 모습으로 자식들을 대하다 보니 자식들은 나여사 한마디면 벌벌 떤다. 국수집이 어느 정도 궤도에 오른 뒤, 주변의 어려운 상인들을 대상으로 일수업을 시작했다. 가진 게 없어 은행권의 대출을 받을 능력도 되지 않는 사람들이 어떻게든 삶의 끈을 잡고 싶다는 희망을 가질 수 있길 바랐다. 밤은 길고, 옆구리는 시리고, 그럴 때면 주말의 명화를 보며 홀로 대사를 읊고, 옛 추억에 잠기기도 하는 알고 보면 그녀도 참 외로운 여자다.
- 박정학 - 박정학

장남, 국수집 보조. 자기 혼자 상처받고 괴로워하다 스스로 분을 삭이지만 아무도 몰라주는 고개 숙인 가장. 어려운 집안 환경에서 나여사의 기대주로 성장해 명문대를 졸업하고 유명 증권사에 입사했지만, 고객 돈을 날려 먹는 사고를 치고 권고사직에 사채빚까지 떠안으며 인생의 첫 시련을 겪었다. 똑똑한 아내 미선과 토끼 같은 딸 새론은 나의 힘. 어머니의 국수집 보조로 일하며 빚을 갚고 재기할 날을 꿈꾼다.
- 박미선 - 박미선

정학의 부인, 대학교 시간강사. 대학 강사로 출강을 하고 있는 지성의 아이콘이지만 실상은 15년 째 정교수가 되지 못하고 강사에 머무르고 있다. 어려운 경제 용어와 따박따박 이어지는 입바른 소리로 시어머니 문희에게도 자기 식대로 맞설 줄 아는 유일한 인물이었으나, 고등학교 동창인 시누이 서형이 망하고 친정에 들어오면서 시어머니에, 시누이에... 진정한 시월드를 경험하고 있다. 언젠가 복작복작한 이 집을 벗어나 새론과 부부, 세 식구가 오순도순 사는 날을 기대한다.
- 박서형 - 김서형

딸, 국수전 카운터. 남편 승수의 출판사가 망하면서 사모님에서 한순간에 나락으로 떨어졌지만, 천성이 밝고 낙천적이라 악조건에서도 굴하지 않고 긍정적이다. 도무지 위기감을 찾아 볼 수 없는 소녀감성의 소유자. 엄마가 운영하는 국수집에서 카운터 일을 하지만, 도움이 되기는커녕 계산이 안 맞아 매일 혼나기 일쑤다. 소설 작품과 출판사를 말아먹은 남편 때문에 고생길이 열렸지만 분위기 잡고 남편이 읽어주는 시 한 소절이면 껌뻑 죽는다.
- 류승수 - 류승수

사위, 작가. 시를 노래하고 인간의 내면을 탐구하는 소설쓰기를 지향하는 낭만주의자. 처녀작이자 마지막 작품이 되어버린 첫 소설집 ‘헤라의 고독’은 망했지만 출판사로 재기를 노려보는데 그 마저도 쫄딱 망해버린다. 될 대라 되라며 대책 없이 저지르고 보는 스타일의 소유자. 겉으로는 한량 같고, 속없고 배알 없는 것 같지만 한 집안의 가장이라는 책임감에 돈만 되면 온갖 잡글을 가리지 않고 쓰는 생계형 작가이다.
- 박지혜 - 서이안

막내딸, 유기농 레스토랑 매니저. 동네방네 똑순이로 이름을 날리며 전교 1등을 도맡던 수재였지만 자기만의 뚜렷한 주관과 목표를 가지고 과학고나 외국어고등학교가 아닌 상업고등학교에 입학해 대학을 포기하고 일찌감치 사회생활을 시작했다. 유기농 레스토랑의 직원으로 취직 해 밑바닥부터 일을 하면서 자신이 가야 할 길에 대한 확신을 가지고 언제나 긍정적으로 움직인다. 나문희 여사를 가장 쏙 빼 닮은 막내 딸로 사랑받으며 컸지만 실상은 어릴 적 업둥이로 버려져 나여사에게 길러 진 것에 대한 아픔이 있다. 그 추운 겨울 밤, 옆에서 손을 잡아 주었던 명수와 그 때부터 친구가 됐고 이제는 거의 동성친구에 가깝게 허물없이 지내는 사이. 명수의 형인 연석을 어렸을 때부터 남몰래 짝사랑 해 왔다.
- 박새론 - 김새론

손녀.‘헐~ 대박’을 입에 달고 살고, 스마트 폰은 24시간 내 손 안에! 교복치마는 한껏 짧게 고쳐 입는 사춘기 소녀다. 뭐든 쉽게 싫증내는 ‘요즘 아이’지만 사랑에 관해서는 누구보다 끈기가 있다. 부모님 말은 죽어라 안 듣는 철부지지만 명수 오빠의 말은 금과옥조로 여긴다. 사랑에 방해가 되는 중등교육이 무척이나 야속한! 빨리 어른이 되고 싶어 하는 앙큼하지만 사랑스러운 아이.

### 병만네 식구들
- 김병만 - 김병만

주차관리요원 및 지역 통장. 명수와 연석의 삼촌이자, ‘나여사 국수전’의 주차관리를 하는 자칭 지배인이자 넘치는 사명감으로 똘똘 뭉친 지역 통장. 수다 떨기 좋아하고 오지랖 넓은 성격에, 맥가이버 뺨 칠만큼 못 하는 게 없다. 늘 곁에 머물며 문제가 있는 곳엔 귀신같이 나타나고, 방대한 잡지식으로 무슨 일이든 해결하고 보는 집념의 사나이다.
- 김연석 - 유연석

병만의 큰 조카, 무공해 청년 농부. 농업이 미래다! 라는 모토를 갖고, 원예학을 전공하였고, 덴마크로 유학을 떠나 재배공부를 배운 뒤 한국에 돌아왔다. 낮에는 하우스에서 밭을 일구며, 토마토, 오이맛풋고추 등 유기농 농산물을 일일공급하고 저녁이면 옥상 온실에서 각종 식물을 키우며 종자개량에 몰두한다.
- 김명수 - 김명수

병만의 작은 조카, 대학생. 잘생긴 얼굴과 훈훈한 바디의 소유자. 절대 스타일을 포기할 수 없는, 누군가에게는 오랜 소꿉친구이자 누군가에게는 빛보다 찬란한 마성의 오빠. 전공인 수학과 관련해서는 집중력도 좋고 꽤 하는 편이지만 생활적인 부분에 있어서는 어리숙한 구석이 있다.

### 국수전 식구들
- 안동댁 - 김혜민

주방장. 안동댁으로 통하는 나여사네 칼국수집 주방장이다. 나여사가 일수를 처음 시작하게 된 주인공이기도 하다. 사연 많은 인생에 한 줄기 희망을 준 문희를 친 가족처럼 따르며 몇 년째 함께하고 있다. 이따금씩 나여사가 수더분하게 속마음을 터놓을 수 있는 사람이다.
- 구자명 - 구자명

주방보조. 명수와는 고등학교 동창 사이로 착하고 성실하다. 병만의 수제자를 자청하며 병만이 하는 건 그게 무엇이든 박수를 보낸다. 그러다보니 오히려 병만의 친 조카인 명수보다도 병만과 함께하는 시간이 더 많다.
- 유아라 - 유아라

홀 서빙 아르바이트생. 국수전에서 유일하게 문희에게 할 말을 다 하는 미소녀 아르바이트생이다. 시급이 제일 세다는 이유로 국수전에서 아르바이트를 하고 있다고는 하지만, 암만 봐도 식당에 어울리지 않을 만한 샤방한 얼굴과 당당한 포스의 소유자. 싹싹하지만 종종 엉뚱한 발언으로 사람들을 놀래는 4차원적인 면도 가지고 있다.

### 유기농 레스토랑 식구들
- 신소율 - 신소율

레스토랑 점장, 연석의 첫사랑. 예쁜 얼굴, 털털한 성격, 명석한 머리, 부유한 집안을 가진 엄친딸의 표본이다. 모든 여자가 부러워 할 삶을 살고 있는 유기농 레스토랑의 점장으로, 예쁜 애들은 성격이 나쁘다는 편견을 무참히 깨 버리는 따뜻한 성격의 소유자. 그런 그녀에게 한 가지 흠이 있다면 ‘돌싱’이라는 것. 유기농 레스토랑의 점장으로 발령을 받아 일하게 된 뒤 뜻하지 않게 연석과 재회한다.
- 김재화 - * 김재화

주방 보조. 유기농 레스토랑의 주방 보조이자 지혜의 동료다. 투덜거리면서도 자기 할 일은 다 하고 누구 욕을 하다가도 정작 당사자 앞에서는 바로 아부 모드로 돌변하는 반전매력의 소유자.
- 민대홍 - 민대홍

유기농 레스토랑 서빙. 명수와 고등학교 동창 사이로, 명수, 자명, 대홍이 삼총사로 몰려 다녔다. 동네 유명 치킨 체인점의 배달 아르바이트를 하다 지혜가 일하는 유기농 레스토랑에서 정직원으로 채용되었다. 천성이 착하고 순해 느긋하게 멍 때리고 있는 시간이 많지만 나문희 국수전 알바생인 아라만 보면 즉시 반응하는 아드레 날린! 일부러 아라를 보기 위해 병만의 주차부스에 들르기로 한다.

### 그외 인물
- 위양호 - 위양호

포장마차 주인. 가끔 정학이나 승수, 병만이 들르는 동네 포장마차의 주인이다. 험상궂은 외모와는 달리 정학의 눈물을 보고 가슴이 뭉클 해 따라서 눈물이 나는 말랑말랑한 감수성을 지녔다. 정학과 함께 눈물을 흘리는 남자들의 모임, ‘Tears’의 일원이 된다.
- 손진영 - 손진영

악덕 사채업자들. 나문희 여사의 반대편에 있는 악덕 사채업자들. 시장 통의 가난한 사람들에게 고금리를 취하며 괴롭히다가 나여사에게 매번 혼이 난다.
- 선승일 - 선승일

악덕 사채업자들. 나문희 여사의 반대편에 있는 악덕 사채업자들. 시장 통의 가난한 사람들에게 고금리를 취하며 괴롭히다가 나여사에게 매번 혼이 난다.

### 특별 출연
- 한지영 - 한영 (10, 13 ,16, 22, 27회)

병만이 매우 좋아하는 연예인, 절도죄로 구치소에 수감되었다.
- 류담 (14회)

통장 병만의 절친한 고향 동생, 나 여사네 국수집에 채소를 납품했던 상인이다.
- 박수영 - 리지 (16회) <<몽땅내사랑>>의 출연자이다.

아라의 친구, 아라의 단골 분식집에서 아르바이트를 하고 있다.
- 이승윤 (21회)

유리 헬스클럽의 사장, 나 여사네 국수집에 국수를 먹으러 왔다가 서형에게 주부 모델을 제의하였다.
- 박규리 (22회)

나여사네 국수집 2층 원룸에 세들어 살았으나 계약 기간 만료 2달 앞두고 방을 뺐다.
- 전현무 (24, 25회)

CTU 비밀요원이라고 주장하며 과대망상증에 빠진 정신질환자, 고등학교 때 수학천재 전타고라스라고 불렸고, 위기에 처한 자신을 도와준 서형에게 반해서 좋아하게 되었다. 정신병원을 탈출했다가 나여사네 집에서 잡혔다.
- 이수근 (26, 27회)

병만의 학창시절 친구, 오복성 패밀리의 멤버.
- 김태원 (27회)

일용직, 공사장 일을 놓쳐서 승수에게 무료 급식 같이 먹으러 가자고 하고, 주변에 밥 한번 사준다는 물주가 있으면 그 사람에게 빌붙어 사라고 조언해준다.

## 결방
- 2012년 10월 8일 : MBC 스포츠 2012 프로야구 준플레이오프 1차전 《롯데 자이언츠 VS 두산 베어스》 중계방송으로 인한 결방.
- 2012년 10월 12일 : MBC 스포츠 2012 프로야구 준플레이오프 4차전 《롯데 자이언츠 VS 두산 베어스》 중계방송으로 인한 결방.
- 2012년 10월 19일 : MBC 스포츠 2012 프로야구 플레이오프 3차전 《롯데 자이언츠 VS SK 와이번스》 중계방송으로 인한 결방.
- 2012년 10월 25일 : MBC 스포츠 2012 프로야구 한국시리즈 2차전 《삼성 라이온즈 VS SK 와이번스》 중계방송으로 인한 결방.
- 2012년 10월 31일 : MBC 스포츠 2012 프로야구 한국시리즈 5차전 《삼성 라이온즈 VS SK 와이번스》 중계방송으로 인한 결방.
- 2012년 12월 4일, 12월 10일 : 제 18대 대통령선거 후보자 토론회
- 2012년 12월 17일, 12월 18일 : 한국·베트남 수교 20주년 특별기획 '아름다운 동행'

## 엄마가 뭐길래 OST Part 1
| #  | 제목                    | 재생 시간 |
| -- | ----------------------- | --------- |
| 1. | 〈환상그녀〉 (인피니트) | 3:03      |

## 시청률
아래의 파란색 숫자는 '최저 시청률'이고, 빨간색 숫자는 '최고 시청률'이다. 
| 2012년 | 2012년    | 2012년      | 2012년      |
| 회차   | 방송일    | TNmS 시청률 | AGB 시청률  |
| 회차   | 방송일    | 전국 시청률 | 전국 시청률 |
| ------ | --------- | ----------- | ----------- |
| 제1회  | 10월 9일  | 7.0%        | 6.6%        |
| 제2회  | 10월 10일 | 6.7%        | 6.3%        |
| 제3회  | 10월 11일 | 5.3%        | 4.5%        |
| 제4회  | 10월 16일 | 6.0%        | 6.0%        |
| 제5회  | 10월 17일 | 7.3%        | 6.2%        |
| 제6회  | 10월 18일 | 8.5%        | 7.0%        |
| 제7회  | 10월 22일 | 6.7%        | 5.9%        |
| 제8회  | 10월 23일 | 7.0%        | 7.3%        |
| 제9회  | 10월 24일 | 6.5%        | 4.9%        |
| 제10회 | 10월 27일 | 7.0%        | 6.0%        |
| 제11회 | 10월 28일 | 7.2%        | 6.1%        |
| 제12회 | 10월 29일 | 6.6%        | 6.6%        |
| 제13회 | 10월 30일 | 5.9%        | 5.4%        |
| 제14회 | 11월 1일  | 6.5%        | 6.5%        |
| 제15회 | 11월 2일  | 6.7%        | 5.4%        |
| 제16회 | 11월 5일  | 7.6%        | 6.2%        |
| 제17회 | 11월 6일  | 7.3%        | 5.5%        |
| 제18회 | 11월 12일 | 5.7%        | 4.7%        |
| 제19회 | 11월 13일 | 6.3%        | 4.8%        |
| 제20회 | 11월 19일 | 4.8%        | 4.2%        |
| 제21회 | 11월 20일 | 6.7%        | 5.9%        |
| 제22회 | 11월 26일 | 5.3%        | 4.8%        |
| 제23회 | 11월 27일 | 5.3%        | 4.5%        |
| 제24회 | 12월 3일  | 6.1%        | 5.0%        |
| 제25회 | 12월 11일 | 6.3%        | 5.1%        |
| 제26회 | 12월 24일 | 4.5%        | 4.7%        |
| 제27회 | 12월 25일 | 6.4%        | 5.9%        |

## 경쟁 프로그램
SBS
- 생활의 달인
- 기자가 만나는 세상 현장 21

KBS 1TV
- KBS 뉴스 9

KBS 2TV
- 위기탈출 넘버원
- 1 대 100

## 참고 사항
- 나문희의 전 시트콤 출연작인 MBC 거침없이 하이킥에서 맡았던 배역에는 애초 전원주가 낙점됐으나[5] SBS <잘 살아보세> MC를 맡아[6] 고사했는데 박미선은 이 프로그램 공동 사회자였다.
- 스타 오디션 위대한 탄생 2 우승자 구자명의 데뷔작으로 당시 진행자였던 박미선과 재회하였다.

## 같이 보기
- 패밀리 (KBS 2TV)